# Hypagyrtis lemmeri
Hypagyrtis lemmeri är en fjärilsart som beskrevs av Barnes 1928. Hypagyrtis lemmeri ingår i släktet Hypagyrtis och familjen mätare. Inga underarter finns listade i Catalogue of Life.